# Slunjska Selnica
Slunjska Selnica – wieś w Chorwacji, w żupanii karlowackiej, w mieście Karlovac. W 2011 roku liczyła 78 mieszkańców.